# Залазько
Залазько (укр. Залазько) — село в Камень-Каширской городской общине Камень-Каширского района Волынской области Украины.
Население по переписи 2001 года составляет 82 человека. Почтовый индекс — 44522. Телефонный код — 3357. Занимает площадь 0,689 км².